# منطقه هوانگ‌پو
منطقه هوانگ‌پو (به چینی: 黄浦区، به پین‌یین: Huángpǔ Qū، تلفظ شانگهایی: waon1 phu2 chiu1) یک منطقهٔ شهرداری تابع شهر شانگهای، پرجمعیت‌ترین شهر جمهوری خلق چین است.
این منطقه، منطقهٔ اصلی و مرکزی شهر شانگهای در قلب تاریخی این شهر می باشد.

## خواهرخوانده
شهر نه‌یاگاوا، اوساکا خواهرخواندهٔ منطقه هوانگ‌پواست.